# Can Pella
Can Pella és un edifici al municipi de Begur (Baix Empordà) catalogat a l'Inventari del Patrimoni Arquitectònic de Catalunya. Originalment era una foneria, fins que el 1916, la família Pella la convertí en residència. Edifici de planta rectangular amb un nucli central de planta baixa i un pis, i dues ales, una a cada costat, de PB. La façana principal, orientada a sud, té un porxo amb quatre columnes dòriques amb un entaulament de tríglifs i mètopes sense decorar. El porxo recull la porta d'entrada de llinda planera, flanquejada per dues finestres. Aquesta composició simètrica es repeteix en planta superior amb tres finestres (donen sobre el porxo). La façana es clou amb una cornisa de motllures. Les obertures estan emmarcades. Els cossos laterals es converteixen en terrasses en planta,pis accessibles des de les cambres. Aquests cossos alberguen, per un costat (dret) la sala d'estar menjador i aboca a l'exterior per finestres; l'altre cos, modificada l'obertura, és el garatge. Aquests cossos estan rematats per barana d'obra calada. Els cossos només ocupen la meitat de l'amplada de la casa. A la part posterior del nucli, sobresurt un cos de servei. L'interior s'estructura seguint l'eix de simetria anant a buscar l'escala d'accés al darrere de la casa, per pujar a una mena de sala (com la de les masies) que dona a les cambres. El teulat és de dues aigües, i la casa és de color blanc.